# Planeshift MMORPG
PlaneShift — кроссплатформенная фэнтезийная массовая многопользовательская ролевая интернет-игра (MMORPG), находящаяся в стадии разработки. Клиент доступен для Linux, Microsoft Windows и Apple Mac OS X. Это некоммерческий проект созданный группой разработчиков, основанной Люкой Панкалло, и возглавляемый некоммерческой организацией Atomic Blue. Программное обеспечение серверного движка написано полностью с нуля командой Planeshift, в то время как 3D-рендеринг основан на движке Crystal Space. Исходный код игрового движка распространяется по лицензии GNU General Public License (GPL), доступный любому для скачивания. Содержимое игры (графика и музыка) распространяются под проприетарной лицензией.
Игра бесплатна для участия, без абонентской платы, без премиальных апгрейдов, и рекламы на сайте или в игре.
На настоящей момент игра находится в состоянии «альфа» версии 0.5.9.3, названной Arcane Chrysalis. Первая версия была выпущена 10 февраля 2002, 0.1, под именем Atomic Blue а следующая, 0.2, была названа Molecular Blue. Сервер Molecular Blue был остановлен 16 декабря 2004 года и заменён версией 0.3, Crystal Blue. Следующая версия, Steel Blue, была выпущена 2 марта 2008. Текущая версия (0.5.7) вышла 5 июня 2011.

## Мир
Мир PlaneShift расположен внутри гигантского сталактита под названием Илиакум, разделённого на 8 уровней, из которых два нижних затоплены. Жизнь возможна благодаря гигантскому кристаллу, называемому Лазоревое Солнце, черпающему свой свет с поверхности планеты. PlaneShift на данный момент имеет 12 рас доступных для игры, каждая из которых имеет свой дом и характеристики. За пределами Илиакума находятся Каменные Лабиринты через которые игроки могут получить доступ к дополнительным территориям, таким, как пещера, в которой висит сталактит. В Steel Blue, доступны города Хидлаа, Гугронтид, часть Ойаведы и Крепость Бронзовых Дверей.

### Расы
Множество различных рас населяет Илиакум. Игроки могут создавать персонажей, принадлежащих любой из рас: Ксача или Илиан (люди), Нолтрир или Демориан (эльфы), Каменотёсы или Кузнецы (гномы), неземные Лемуры, Краны, создания из камня, Диаболи, дьяволоподобная раса, Энкидукай, раса кошачьих гуманоидов, Клирос, крылатые рептилии, или Иннвин, многочисленные отпрыски Эльфов и Диаболи. Все они доступны для игры, однако трёхмерные модели доступны не для всех рас.

### История и политика
История Илиакума разделена на пять различных эпох. Расы Илиакума были созданы двумя главными божествами мира Таладом и Лаанксом.
Илиакум управляется восемью «Октархами», каждый из которых представляет один из уровней Илиакума. Под их руководством находятся более мелкие чиновники, по двадцать на каждый уровень (всего 160), называемые «Вигесими». В начале каждого года проводится встреча всех Октархов и Вигесими, продолжающаяся несколько месяцев, на которой они рассматривают вопросы, касающиеся жителей Илиакума. Октархи, обычно, сохраняют свою власть пожизненно.
Основная валюта мира — это Триа, треугольные монеты, сделанные из прочных сплавов, металлов или кристаллов. Кристаллические минералы могут быть легко найдены в шахтах и прозрачны на свет или имеют светло зелёный цвет. Магическая ковка кристаллов создаёт совершенные треугольники с закруглёнными гранями. Существуют также и другие, более крупные единицы валюты, такие как Хексы (шестигранные монеты относящиеся к Триа как 1:10), Окты (октагональной формы, курс обмена 1:50) и Круги (круглые золотые монеты, обменный курс 1:250).

### Царство Смерти

Персонаж в Царстве Смерти

Когда персонаж умирает, он/она переносится в Царство Смерти большой лабиринт, заполненный тупиками и опасными путями, из которого игрок должен выбраться. По возвращении к жизни через портал, на характеристики персонажа накладывается временный штраф. В будущих версиях Царство Смерти будет значительно расширено и будет включать множество ловушек и головоломок, обязательных к решению игроками перед возвращением к жизни.

### Ролевой процесс
Один из главных вопросов, беспокоящий команду PlaneShift — это процесс ролевой игры (т. н. «отыгрыш»). Это выражается в повышенном внимании к ролевым деталям, фоновым историям, книгам, и квестам. Новым игрокам рекомендуется прочитать руководство, написанное командой, которое детально описывает, как следует действовать, находясь «в роли». В мире Илиакума существуют как Игровые Мастера, которые помогают игрокам не выходить из роли, так и игроки, которые проводят много времени, развивая персонаж, которым они играют.

### Создание персонажа
PlaneShift предлагает инструмент для подробного описания персонажа с двумя опциями. Первый вариант заключается в выборе «быстрого» создания персонажа, при котором Вы просто выбираете путь развития своего персонажа, а все остальные его характеристики генерируются случайно. В качестве альтернативы Вы можете создать персонаж «с нуля», выбирая каждый жизненный аспект своего персонажа, такой как детство, жизненные события, родители, раса, имя и внешность. Только после выбора из всех этих вариантов, появляются характеристики Вашего персонажа.

### Битвы

Персонаж сражается на арене.

Илиакум населён множеством существ, с каждым из которых можно сразиться ради добычи или опыта, начиная от самых слабых (крысы) и заканчивая большими существами, для победы над которыми требуется несколько игроков. Игроки также могут принимать участие в дуэлях на добровольной основе, которые требуют согласия обеих сторон. Игроки могут сражаться голыми руками (рукопашный бой) или же использовать разнообразные мечи, топоры, кинжалы и молоты.

### Магия
Магия Planeshift включает в себя несколько различных «Путей» (Школ): Кристальный Путь, Красный Путь, Коричневый Путь, Лазоревый Путь, Голубой Путь, и Тёмный Путь. Произнесение заклинаний требует комбинаций специальных магических предметов, именуемых символами.

### Тренировка
Персонажи приобретают Очки Прогресса (ОП) когда они успешно завершают очередную битву или используют различные способности. Они могут тратиться при помощи неигровых персонажей-тренеров для повышения уровня различных умений. Все персонажи не имеют чётко очерченного уровня и класса. Ролевой процесс («отыгрыш») является высшим приоритетом в сообществе Planeshift; процесс тренировки персонажей соответствует этому приоритету.

### Квесты
На данный момент реализовано около сотни квестов, хотя некоторые из них могут содержать ошибки. Система диалогов с неигровыми персонажами в Planeshift похожа на используемую в игре Tibia — персонажи игроков общаются с компьютерными персонажами, набирая слова и фразы, а не выбирая реплики из списка. Выяснение, что же должно быть сказано неигровому персонажу для дальнейшего продвижения в квесте является довольно затруднительным для многих игроков.

### Команды
Команды качественно улучшают процесс игры. Ниже приведен малый список необходимых команд. Для ввода команды используйте игровой чат: /[команда] [параметр] 

/say [сообщение] — Сказать всем игрокам сообщение. 

/die — умереть. Помогает при зависании персонажа в текстурах. 

/pos — Показывает текущее местоположение в 3D мире. (Только в целях отладки.) 

/unstick — изменить координаты игрока. 

/fish [параметр] — Ловля в водоемах и реках рыбы. При наличии у игрока ведра и удочки или определённого уровня магии. fish — обычная рыба; carp — карп. (Приобретается отдельно или при прохождении квеста)

## Лицензия
PlaneShift использует открытый игровой движок Crystal Space и Crystal Entity Layer. Исходный код клиента и сервера, реализующего игру, открыт под лицензией GNU General Public License.
Все остальные элементы, такие как графика, правила, диалоги, и т. д. защищены собственной проприетарной лицензией: PlaneShift Content License (PCL). PCL предотвращает изменение, распространение, и присваивает авторские права на принятый вклад команде Atomic Blue на основании термина «наёмной работы». Эта лицензия также запрещает использование контента для извлечения выгоды или неофициального размещения игрового сервера.